# Garibaldi (Oregon)
Garibaldi – miasto w Stanach Zjednoczonych, w stanie Oregon, w hrabstwie Tillamook, nad Oceanem Spokojnym.